# Organizace ekonomické spolupráce

Mapa členských států (vyznačeny modře)

Organizace ekonomické spolupráce je regionální partnerství islámských zemí v oblasti Blízkého východu a Střední Asie. Organizace byla založena v roce 1985 v Teheránu a zakládající členové byli tři: Írán, Turecko a Pákistán. Časem přistoupil Afghánistán, Ázerbájdžán, Kazachstán, Kyrgyzstán, Tádžikistán, Turkmenistán a Uzbekistán. Sídlo organizace je v íránském Teheránu. Cílem je vytvořit jednotný trh po vzoru Evropské unie nebo ASEANu.